# Piliny
Piliny là một thị trấn thuộc hạt Nógrád, Hungary. Thị trấn này có diện tích 16,04 km², dân số năm 2010 là 586 người, mật độ 37 người/km².